# Cieśla
Cieśla – zawód związany z obróbką drewna, który polega na wykonywaniu elementów konstrukcji, części wyposażenia oraz detali z drewna, trwale związanych z obiektem działania (budynek, budowla, okręt).
Niejednokrotnie zawody cieśli oraz stolarza (zwłaszcza stolarza budowlanego) są mylone. Cieśla – w odróżnieniu od stolarza – zajmuje się wykonywaniem konstrukcji wieńcowej (zrębu) budynku, więźby dachowej, a stolarz budowlany podłogi, drzwi, okien. W pracy wykorzystuje zestaw narzędzi ciesielskich, wykonując w przygotowanym materiale odpowiednie połączenia.
Zwykle do prac ciesielskich niezbędna jest znajomość czytania rysunków technicznych.

## Historia

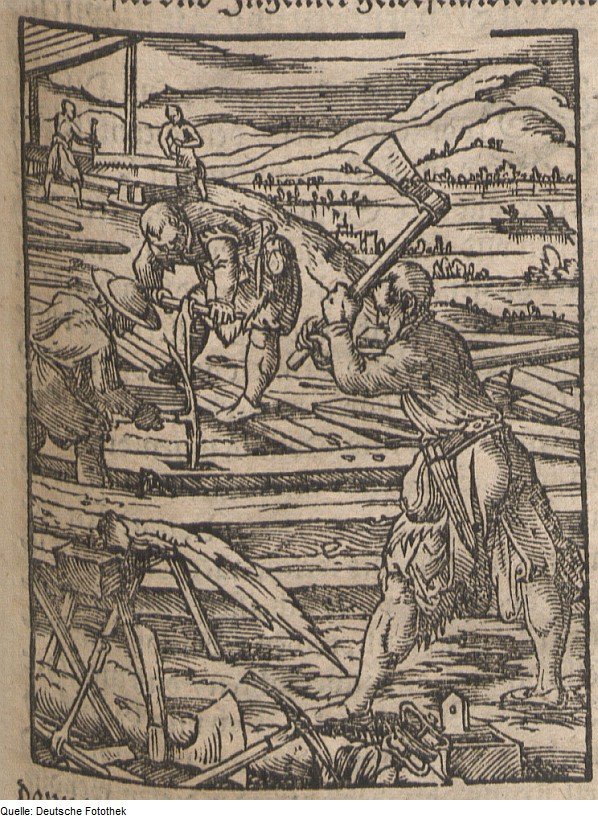
Cieśla przy pracy

Wzmianki o obiektach ciesielskich sięgają zarówno czasów biblijnych (Arka i jej twórca Noe), jak i mitologicznych (Argo, koń trojański).
Drewno jest jednym z najstarszych materiałów budowlanych ludzkości. Technika ciesielska udoskonalała się wraz z postępem technologicznym od czasów epoki kamienia do epoki brązu i epoki żelaza. Jednymi z najstarszych archeologicznych znalezisk w dziedzinie ciesiołki są obudowy studni, z których czerpano wodę. W Ostrowie w Czechach, niedaleko Pardubic znaleziono studnię z dębu i leszczyny z 5256 r. p.n.e., zbudowaną w konstrukcji sumikowo-łątkowej, a we wschodnich Niemczech, w pobliżu Lipska, (Eythra koło Zwenkau, Brodau i Altscherbitz) odkopano cztery studnie zbudowane przy użyciu drewna dębowego, jedną ze złączami ciesielskimi na czop i gniazdo, z kołkami w czopie zapobiegającymi rozsuwaniu się konstrukcji, inną ze złączami węgłowymi na obłap - zamek prosty, typowymi dla konstrukcji wieńcowej, z ostatkami, pochodzące sprzed około 7000 lat, z początku okresu neolitycznego.
Już w 7400 r. p.n.e. domy mieszkalne w Çatalhöyük w Anatolii, ponad dziewięć tysięcy lat temu, miały mieć dachy płaskie z drewnianych okrąglaków oraz trzcin i gliny, a wejście przez otwór w dachu i drewnianą drabinę, jak wskazują badania archeologiczne i powstałe na ich podstawie rekonstrukcje.
W Polsce najbardziej chyba znanym jest Biskupin (częściowo zachowanym). Wprawdzie drewno nie wytrzymuje zbyt dobrze próby czasu, to jednak w Japonii istnieją zachowane drewniane świątynie pochodzące z VII wieku, zbudowane przez ówczesnych cieśli.
Niektóre z najstarszych zachowanych drewnianych budynków na świecie to świątynie w Chinach, takie jak świątynia Nanchan zbudowana w 782 r., Kościół Greensted, którego część pochodzi z XI wieku, oraz kościoły klepkowe w Norwegii z XII i XIII wieku.
Stosunkowo niewiele informacji o ciesielstwie jest dostępnych z czasów prehistorycznych (z czasów przed wynalazkiem języka pisanego) lub nawet z ostatnich stuleci, ponieważ wiedza i umiejętności były przekazywane ustnie, rzadko na piśmie, aż do momentu wynalezienia prasy drukarskiej w XV wieku, gdy budowniczy rozpoczęli regularne wydawanie przewodników i wzorników w XVIII i XIX wieku. Najstarszym zachowanym kompletnym tekstem architektonicznym jest dziesięć ksiąg Witruwiusza, zatytułowanych „O architekturze” - „De architectura”, które omawiają niektóre prace ciesielskie.
W XV–XVI wieku ciesielstwo zostało objęte organizacją cechową. Mistrz ciesielski miał terminatorów, których uczył rzemiosła i którzy uzyskiwali tytuł czeladnika.
Później, na skutek rozwoju budownictwa ceglanego, ciesielstwo konstrukcyjne rozwijało się bardziej w mniejszych miastach i na wsi. W ciągu wielowiekowego rozwoju wytworzyły się główne typy budowli (kościół, kapliczka, synagoga, dwór, chałupa, spichlerz itp.), systemy konstrukcji (np. konstrukcja wieńcowa czy sumikowo-łątkowa) i schematy dekoracji. Niezależnie od tego, że wielu historycznych i współczesnych cieśli uważanych jest za rzemieślników – poziom umiejętności niektórych i tworzenie drewnianych dzieł o niepowtarzalnym pięknie pozwala uznać ich za artystów.

## Obiekty ciesielskie
Za początek obróbki drewna można uznać ścięcie pierwszego drzewa przez człowieka za pomocą narzędzia – kamiennego topora. Z biegiem czasu, a szczególnie po wynalezieniu piły, nastąpiła specjalizacja w jego obróbce:
- drwal zajmował się ścinaniem drzew
- tracz produkcją desek
- cieśla wykonywaniem konstrukcji drewnianych
- stolarz wykonywaniem mebli
- bednarz wykonywaniem naczyń z drewna
- korabnik budową korabi
- szkutnik budową szkut
- kołodziej wykonywał koła.

Najstarsze konstrukcje wykonane jako obiekty ciesielskie
- Architektura drewniana
- Łódź Cheopsa
- Gród
- kościół klepkowy
- Tężnia
- Wiatrak
- Wiatrak holenderski
- Koło wodne
- Wieża oblężnicza
- Taran
- Trebusz
- Balista
- Onager
- Porok
- Cerkiew łemkowska
- Cerkiew bojkowska
- Cerkiew huculska
- Izbica
- Drakkar

## Charakterystyka pracy cieśli
Praca cieśli odbywa się zwykle na placu budowy na otwartej przestrzeni przy zmiennych warunkach atmosferycznych, jak również na zapleczu budowy w pomieszczeniach zamkniętych lub w warsztatach rzemieślniczych. Pracę wykonuje się też w głębokich wykopach lub na wysokościach. Impregnacja drewna powoduje kontakt z substancjami toksycznymi. Z tego względu cieśla powinien być uzdolniony manualnie, silny, wytrzymały fizycznie, z dobrym refleksem, bez lęku wysokości i przestrzeni. Zagrożenia ze strony środowiska pracy to m.in. możliwość upadku z wysokości, urazy kończyn oraz skaleczenia przez ostre i wystające elementy. Przeciwwskazaniami zdrowotnymi do wykonywania zawodu są m.in. wady wzroku wymagające korekcji szkłami, choroby oczu, brak widzenia obuocznego, zaburzenia równowagi, omdlenia i zawroty głowy oraz wiele chorób takich jak wady serca, nadciśnienie tętnicze, cukrzyca i reumatyzm.

## Rodzaje prac ciesielskich
Typowe prace ciesielskie polegają na wykonywaniu:
- form i deskowań drewnianych przeznaczonych do konstrukcji betonowych i żelbetowych
- konstrukcji drewnianych z okrąglaków i tarcicy
- stemplowań oraz wszelkich konstrukcji z drewna niezbędnych na placu budowy (np. rusztowań, pomostów roboczych, daszków ochronnych i innych)
- konstrukcji rozporowych oraz ścian podporowych w wykopach i na powierzchni
- elementów budowlanych z drewna (np. stropy, schody, konstrukcje dachowe, ścianki działowe) w budynkach murowanych monolitycznych i prefabrykowanych
- elementów drewnianych w budynkach o różnej konstrukcji, drewnianych obiektów tymczasowych na placu budowy i drewnianych konstrukcji inżynierskich, jak mosty, wieże, hangary, remizy[6]
- konserwacji konstrukcji ciesielskich, zabezpieczaniu przed gniciem, butwieniem i zagrzybieniem oraz przed niszczeniem przez owady[8].

## Przykłady specjalizacji

### Cieśla okrętowy
Cieśla okrętowy (ang. Carpenter's Mate) specjalizuje się w okrętownictwie i technikach napraw statków oraz ciesielstwie na potrzeby żeglugi. Wykonuje remonty awaryjne pozwalające na zachowanie pływalności statku czy okrętu, np. awaryjne likwidowanie przecieków kadłuba – uszczelnienie poszycia. W czasach żaglowców cieśla okrętowy był szkutnikiem i dodatkowo specjalistą od napraw takielunku, zajmował się też dorabianiem brakujących lub uszkodzonych elementów i był odpowiedzialny za utrzymanie działania urządzeń pokładowych, takich jak: urządzenia sterowe, kabestany, pompa zęzowa itp.; jego rolę można porównać do funkcji, jaką dziś pełni na statkach starszy mechanik.

### Cieśla szalunkowy
Cieśla szalunkowy zajmuje się wykonywaniem szalunków (konstrukcji z drewna lub metalowo-drewnopochodnych), które są następnie wypełniane betonem, np. schody betonowe i żelbetowe.

## Maszyny i narzędzia
Przy obróbce drewna cieśle posługują się narzędziami ręcznymi i elektronarzędziami, oraz używają wyspecjalizowanych maszyn. Jako jeden z nielicznych fachowców budowlanych cieśla wciąż jest zmuszony w niektórych przypadkach do używania narzędzi ręcznych. Powszechne używane narzędzia ręczne to m.in.: młotek, ciesak, strug, piła, dłuto, wyrzynarka, ściski, narzędzia traserskie, kątowniki, kątomierze ciesielskie, piony, sznury do znaczenia linii, klamry ciesielskie, klamry budowlane oraz łomy. Maszyny do obróbki to z kolei pilarka tarczowa, frezarka (wykonywanie złączy na wpusty w drewnie), dłutownica łańcuchowa (wykonywanie nacięć i rowków), strugarka, szlifierka taśmowa i tokarka.

## Przykłady osób historycznych pracujących jako cieśle

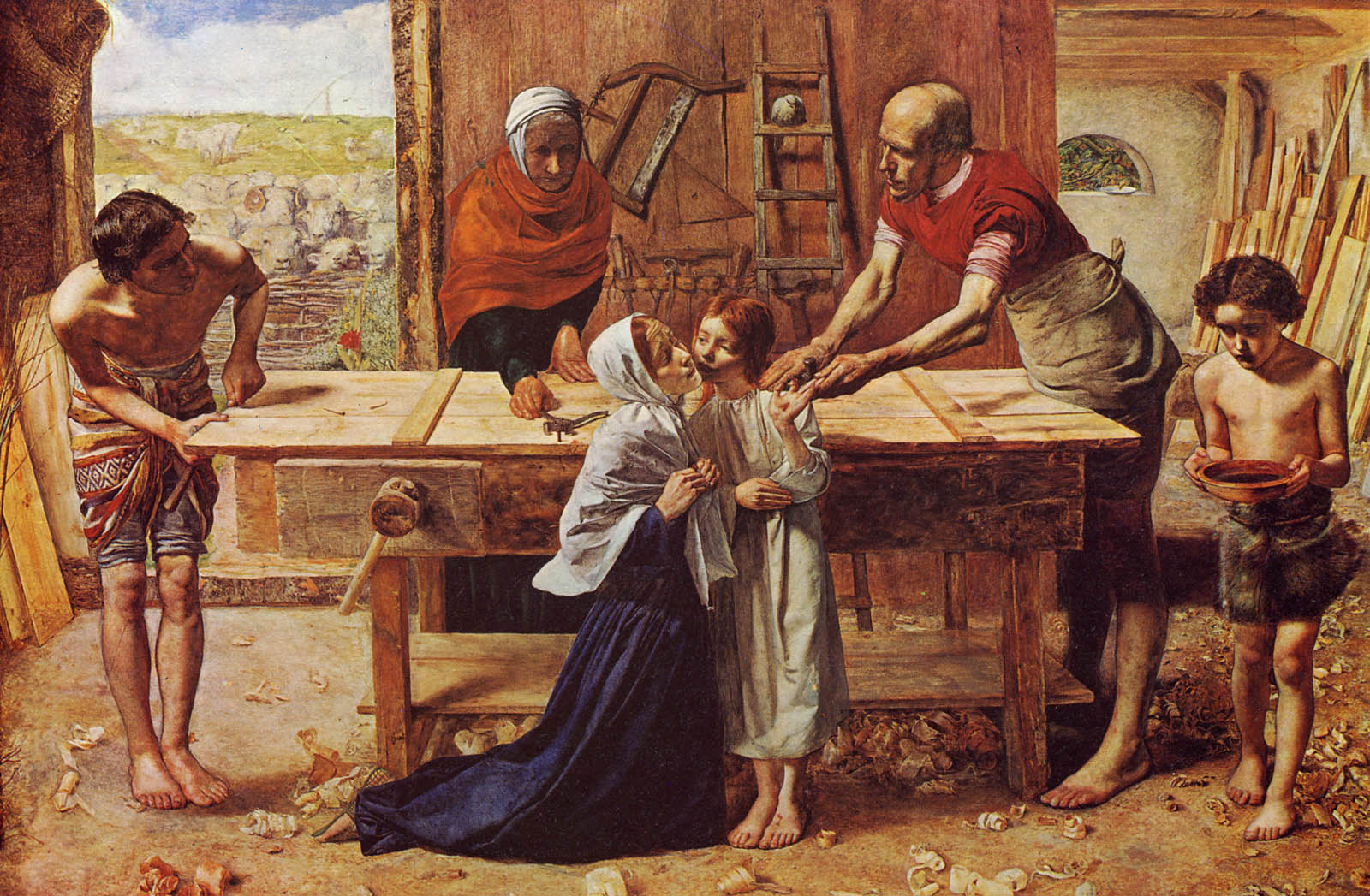
John Everett Millais, Chrystus w domu rodziców (1850)

Prawdopodobnie najbardziej znanymi jako cieśle postaciami (co najmniej w kręgu oddziaływania kultury chrześcijańskiej) są Noe, Józef z Nazaretu i jego syn Jezus z Nazaretu.
Inne postaci historyczne lub współczesne parające się ciesielką (ciesiołką) to m.in.:
- car Piotr Wielki, który w 1697 w Niderlandach uczył się szkutnictwa; wątek ten wykorzystał kompozytor Albert Lortzing pisząc operę komiczną Zar und Zimmermann (tytuł pol. Car i cieśla, czyli Dwaj Piotrowie, 1837)
- George Pullman (1831–1897), amerykański przemysłowiec i konstruktor luksusowych wagonów sypialnych[20]
- August Borsig (1804–1854), niemiecki fabrykant, twórca koncernu przemysłowego Borsigwerke (m.in. produkcja parowozów)[21]
- Ole Kirk Christiansen (1891–1958), pomysłodawca klocków LEGO i założyciel tej firmy
- Harrison Ford (ur. 1942), amerykański aktor[22]